# Haus Gripswald
Das Haus Gripswald ist ein Herrenhaus nahe dem heute zu Meerbusch gehörigen Stadtteil Ossum. Das Haus liegt südlich von Ossum, am Rande des Waldes Herrenbusch, auf halbem Wege Richtung Schloss Pesch.

## Geschichte
Ursprünglich war der Gutshof wohl eine Wasserburg, deren Burggraben durch den vorbeifließenden Buersbach gespeist wurde.
Bereits im 12. Jahrhundert wird ein Gut Ossum erstmals urkundlich erwähnt. Wahrscheinlich handelt es sich hierbei um das später Gripswald genannte Haus. Im Jahre 1422 befreite Erzbischof Dietrich von Köln ebendieses Gut Ossum seines Vogtes Wilhelm von Büderich zu Ossum von der Dienstpflicht. Im Gegenzug wurde das Gut zum kurkölnischen Lehnsgut erhoben.
Das Haus blieb lange Zeit unter der Herrschaft des Adelsgeschlechts derer von Büderich und bis zur Säkularisation in kurfürstlichem Besitz.
Ende des 19. Jahrhunderts kam das Haus in den Besitz der Adelsfamilie von Arenberg, denen auch das benachbarte Schloss Pesch gehörte.
Bekannt geworden ist das Haus unter anderem auch durch den nahegelegenen Fund einer römischen Kultstätte im Jahre 1863; die dort entdeckten Opfersteine wurden benannt nach dem Ausgrabungsort als Gripswalder Matronensteine.

## Heutiger Zustand
In seiner heutigen Form ist das Haus Gripswald eine 4-flügelige Backsteinhofanlage, bestehend aus einem 2-geschossigen, rechteckigen Wohngebäude (Hauptbausubstanz von 1547) mit einem Rundturmanbau und einem Treppenturmanbau, sowie einem 3-flügeligen Wirtschaftsgebäude.
Anfang des 19. Jahrhunderts wurde dem Rundturm eine Etage aufgesetzt, wobei in der Fassade als Dekoration 28 romanische Doppelsäulen aus den Ruinen des im 18. Jahrhundert zerstörten Kreuzganges des Prämonstratenserklosters St. Maria und Andreas in Knechtsteden bei Dormagen verbaut wurden.

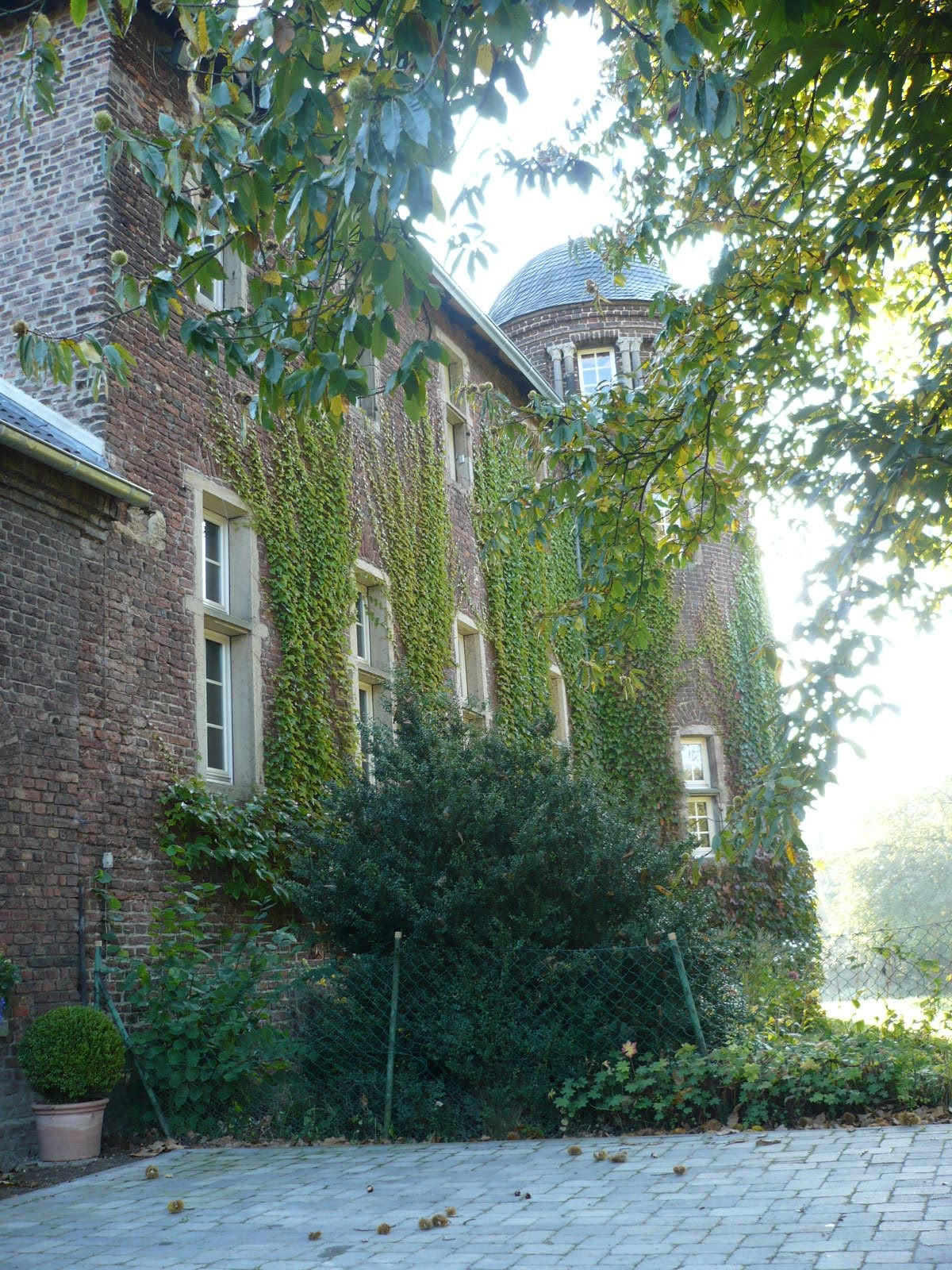
Das Haupthaus von Westen mit dem Rundturm
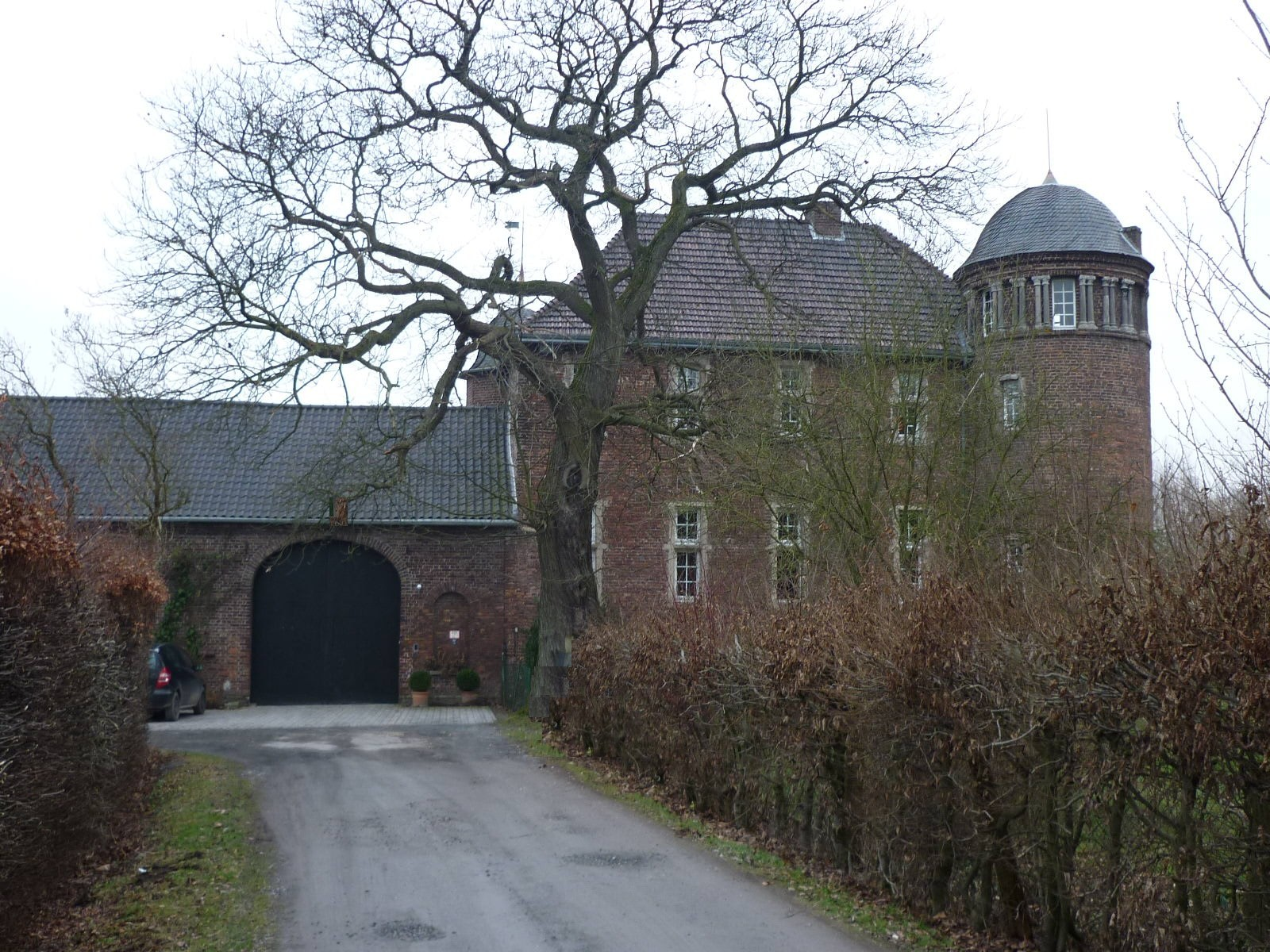
Totale von Westen

Derzeitige Hausherrin ist die Publizistin und Familienpolitikerin Michaela Freifrau von Heereman, eine Tante von Karl-Theodor zu Guttenberg, der in seiner Kindheit häufig auf Haus Gripswald zu Gast war.
Das Haus ist heute eines der Meerbuscher Baudenkmäler.
In Krefeld sind eine Straße und eine Kleingartenkolonie nach dem Haus Gripswald benannt.